# Un matrimonio per bene
Un matrimonio per bene (A Proper Marriage) è un libro del 1954 dell'autrice britannica Doris Lessing,  vincitrice del premio Nobel per la letteratura nel 2007.
Si tratta del secondo romanzo della serie in cinque volumi Figli della Violenza (Children of Violence). 
Il romanzo è stato edito per la prima volta in Italia nel 1957 con il titolo La noia di essere moglie.
Il romanzo dal carattere autobiografico tratta i temi dell'emancipazione femminile e della discriminazione razziale nel contesto coloniale della Seconda Guerra Mondiale.

## Trama
Il romanzo è incentrato sulla vita di Martha Quest, una giovane donna figlia di coloni inglesi, nata e cresciuta in una cittadella della Rhodesia, colonia dell'Impero britannico (attuale Zimbabwe), alle prese con il suo matrimonio avvenuto da pochi giorni. Martha si è sposata all'età di diciannove anni con Douglas, un funzionario del governo poco più grande di lei e fin dai primi giorni di matrimonio rivela di non conoscere la ragione per cui ha deciso di compiere l'importante passo e manifesta insofferenza rispetto a quanto comporta la vita matrimoniale. Le prime settimane del matrimonio trascorrono all'insegna del divertimento e della spensieratezza: tra cocktails consumati a casa delle famiglie in vista nella cittadina coloniale e balli negli alberghi fino alle luci dell'alba. Alla vigilia dello scoppio della Seconda Guerra Mondiale i ragazzi della cittadina sono tutti pronti con entusiasmo ad essere chiamati alle armi e tra questi vi è anche Douglas: proprio in ragione dell'imminente guerra, Douglas e Martha decidono, come molte altre giovani coppie della colonia, di non avere figli. Eppure poco tempo dopo il matrimonio Martha resta incinta e trascorre un periodo di difficile accettazione della gravidanza che minaccia la sua libertà di donna, già combattuta sul suo futuro: ella desidera non essere vincolata a condurre una vita da perfetta massaia e matrona, ma essere libera di lavorare in un ufficio. Tuttavia, dopo aver tentato di abortire clandestinamente, in quanto l'aborto era una pratica illegale benché socialmente accettata, nasce finalmente la piccola Caroline, tanto attesa anche da Mrs Quest, la madre di Martha. Nel frattempo Douglas insieme ai "ragazzi" della colonia partono per la guerra e Martha è costretta ad assumersi tutte le responsabilità che l'essere madre comporta. Martha durante il periodo di assenza di Douglas, forte dei suoi ideali progressisti, inizia a collaborare con un'associazione vicina al comunismo con sede nella cittadina che lotta tra l'altro per  l'affermazione dell'uguaglianza dei diritti dei cafri, ovvero degli indigeni, e dei meticci in una società estremamente razzista. Nel frattempo si ripromette di lasciar libera la figlia di formarsi dei propri ideali e valori e di educarla alla libertà di pensiero e anche per questo trascorre meno tempo possibile con la piccola, che viene affidata dapprima a una vicina e poi a una bambinaia indigena. Quando Douglas torna dopo un anno dalla guerra mai combattuta in quanto considerato inabile a causa dei suoi problemi di salute, l'equilibrio che Martha si era creata si spezza e inizia a provare ribrezzo della sua vita matrimoniale con Douglas. Dopo mesi di tormento, decide finalmente di lasciare Douglas, il quale reagisce aggressivamente e tenta persino di ucciderla. Martha corre al riparo dalla madre che però al posto di difenderla l'accusa di meritare quel trattamento e le intima di tornare con Douglas. Quando tornano a casa, Douglas si è calmato e Martha forse, finalmente, riuscirà ad andarsene di casa.